# Kenan Song
Kenan Song (kinesiska: 宋克南), född 10 mars 1990 är en kinesisk MMA-utövare som sedan 2017 tävlar i organisationen Ultimate Fighting Championship.

## Karriär

### Tidig karriär
Song började sin karriär 2014 och tävlade i ett antal nationella organisationer innan han med ett tävlingsfacit om 12-3 skrev på med UFC. 
Hans andra förlust i karriären och första förlust via avslut kom vid organisationen World Fighting Championship-Chinas första och hittills enda gala "The legend of Emei 3" och var mot den då tämligen okände Israel Adesanya.

### UFC
Song gjorde sin UFC-debut vid UFC Fight Night: Bisping vs. Gastelum 25 november 2017 i Shanghai. Han mötte Bobby Nash och vann övertygande via KO efter 15 sekunder i den första ronden. Den KO:n gav honom en Performance of the Night bonus.
Sin andra match gick han vid UFC Fight Night: Cowboy vs. Edwards 23 juni 2018 i Singapore där han mötte Hector Aldana. Även här vann han via avslut. Den här gången via TKO sent i andra ronden.
Hans tredje match i UFC gick mot Alex Morono vid UFC Fight Night: Blaydes vs. Ngannou 2, 25 november 2018. En tuff match som gick tiden ut och Song förlorade via enhälligt domslut. Matchen belönades med Fight of the Night.
Vid UFC Fight Night: Andrade vs. Zhang mötte han Derrick Krantz i en match som i praktiken var bara dryga två ronder. Båda atleterna var så utmattade i tredje ronden att de tillbringade en stor del av tiden med att stå med händerna vid midjan och bara titta på varandra i mitten av ringen utan att ens försöka göra utfall. Song vann via enhälligt domslut.

## Tävlingsfacit MMA
| Resultat | Facit | Motståndare         | Metod                   | Evenemang                                   | Datum            | Rond | Tid  | Plats                     | Notering                 |
| -------- | ----- | ------------------- | ----------------------- | ------------------------------------------- | ---------------- | ---- | ---- | ------------------------- | ------------------------ |
| Vinst    | 1-0   | Habiti Tuerxunbieke | Submission (giljotin)   | CKFC                                        | 14 oktober 2014  | 2    | 0:58 | Qian'an, Kina             |                          |
| Vinst    | 2-0   | Dacheng Liu         | Submission (armbar)     | CKFC                                        | 27 oktober 2014  | 1    | 2:51 | Qian'an, Kina             |                          |
| Vinst    | 3-0   | Yubin Zhang         | Submission (armbar)     | CKFC                                        | 9 december 2016  | 1    | 1:54 | Qian'an, Kina             |                          |
| Vinst    | 4-0   | Sanae Kikuta        | Domslut (enhälligt)     | RFC 1                                       | 23 december 2014 | 2    | 5:00 | Tokyo, Japan              |                          |
| Vinst    | 5-0   | Yonghau Xu          | Submission (rear-naked) | CKFC                                        | 6 januari 2015   | 3    | 2:51 | Qian'an, Kina             |                          |
| Förlust  | 5-1   | Yincang Bao         | Domslut (enhälligt)     | CKFC                                        | 13 mars 2015     | 3    | 5:00 | Qian'an, Kina             |                          |
| Vinst    | 6-1   | Makeshate Sailike   | Submission (giljotin)   | Rebel FC 3                                  | 27 juni 2015     | 1    | 3:04 | Qian'an, Kina             |                          |
| Förlust  | 6-2   | Israel Adesanya     | TKO (huvudspark)        | World FC-China                              | 8 augusti 2015   | 1    | 1:59 | Chengdu, Kina             |                          |
| Vinst    | 7-2   | Zhao Zhang          | TKO (slag)              | CKFC 3                                      | 6 november 2015  | 1    | n/a  | Xi'an, Kina               |                          |
| Vinst    | 8-2   | Nosherwan Khanzada  | TKO (slag)              | CKFC 4, dag 1                               | 19 december 2015 | 1    | n/a  | Peking, Kina              |                          |
| Vinst    | 9-2   | Isamu Kanazawa      | TKO (slag)              | Worldwide MMA Alliance                      | 6 januari 2016   | 1    | n/a  | Tokyo, Japan              |                          |
| Vinst    | 10-2  | Ooi Aik Tong        | TKO                     | Bullets Fly FC 4                            | 26 mars 2016     | 1    | n/a  | Peking, Kina              |                          |
| Vinst    | 11-2  | Kenta Takagi        | TKO                     | Superstar Fight China vs. Japan             | 16 april 2016    | 1    | n/a  | Changsha, Hunan, Kina     |                          |
| Vinst    | 12-2  | Gerhard Voigt       | Submission (giljotin)   | Rebel FC 4                                  | 25 juni 2016     | 1    | 1:35 | Qingdao, Shandong, Kina   |                          |
| Förlust  | 12-3  | Elnur Agaev         | Domslut (enhälligt)     | Road FC 34                                  | 19 november 2016 | 3    | 5:00 | Shijiazhuang, Hebei, Kina |                          |
| Förlust  | 12-4  | Brad Ridell         | TKO (slag)              | Glory of Heroes 6                           | 13 january 2017  | 2    | n/a  | Shenzhen, Kina            |                          |
| Vinst    | 13-4  | Bobby Nash          | KO (slag)               | UFC Fight Night 122 - Bisping vs. Gastelum  | 25 november 2017 | 1    | 0:15 | Shanghai, Kina            | Performance of the Night |
| Vinst    | 14-4  | Hector Aldana       | TKO (slag)              | UFC Fight Night: Cowboy vs. Edwards         | 23 juni 2018     | 2    | 4:42 | Kallang, Singapore        |                          |
| Förlust  | 14-5  | Alex Morono         | Domslut (enhälligt)     | UFC Fight Night 141 - Blaydes vs. Ngannou 2 | 24 november 2018 | 3    | 5:00 | Peking, Kina              | Fight of the Night       |
| Vinst    | 15-5  | Derrick Krantz      | Domslut (enhälligt)     | UFC Fight Night: Andrade vs. Zhang          | 30 augusti 2019  | 3    | 5:00 | Shenzhen, Kina            |                          |
| Vinst    | 16-5  | Callan Potter       | Domslut (enhälligt)     | UFC Fight Night: Felder vs. Hooker          | 23 februari 2020 | 1    | 2:20 | Auckland, Nya Zeeland     |                          |
| Förlust  | 16-6  | Max Griffin         | KO (slag)               | UFC on ESPN: Brunson vs. Holland            | 20 mars 2021     | 1    | 2:20 | Las Vegas, NV, USA        |                          |